# 安定寺大墩遗址
安定寺大墩遗址，位于安徽省合肥市高新区三岗村王郢村民组西北约300米处，与枣树颗城墩遗址隔派河相望。遗址被派河三面环绕，是典型的椭圆形台型遗址，面积约6000平方米。因引江济淮工程需要，2019年4月至2021年6月对遗址进行抢救性发掘，清理出各类遗迹286个，包括红烧土围垣、夯土围墙、两条围濠及若干房址。遗址包括西周晚期、宋元和清末三个堆积层。清末堆积层主要为寺庙建筑基址，宋元堆积层遗址较少，西周堆积层为遗址主体堆积。安定寺大墩遗址被列为“2020~2021年安徽十大考古新发现”。